# Cosmati
Pour les articles homonymes, voir Cosma.
Les Cosmati (ou Cosma ou encore Cosmates) est un nom de convention désignant plusieurs familles de mosaïstes, architectes et sculpteurs, actifs dans le Latium (principalement à Rome), dont les générations s'échelonnent entre le XIe siècle et le XIVe siècle.
Au XIXe siècle, le terme s'appliquait surtout aux membres des familles Tebaldo et Mellini, les deux familles étant alors confondues (du fait que les noms Cosma, Cosmatus, Cosmati revenaient souvent). Il désigne aujourd'hui l'ensemble des marbriers associés au style cosmatesque.
Ce style est une forme d'opus sectile (« appareil découpé ») utilisant une incrustation élaborée de petits triangles et rectangles de pierres de couleur et de mosaïques de verre dans des matrices en pierre ou incrustés sur les surfaces de pierre.

## Familles (ateliers familiaux) et principaux membres

### L'atelier de Magister Paulus (1084-1200)

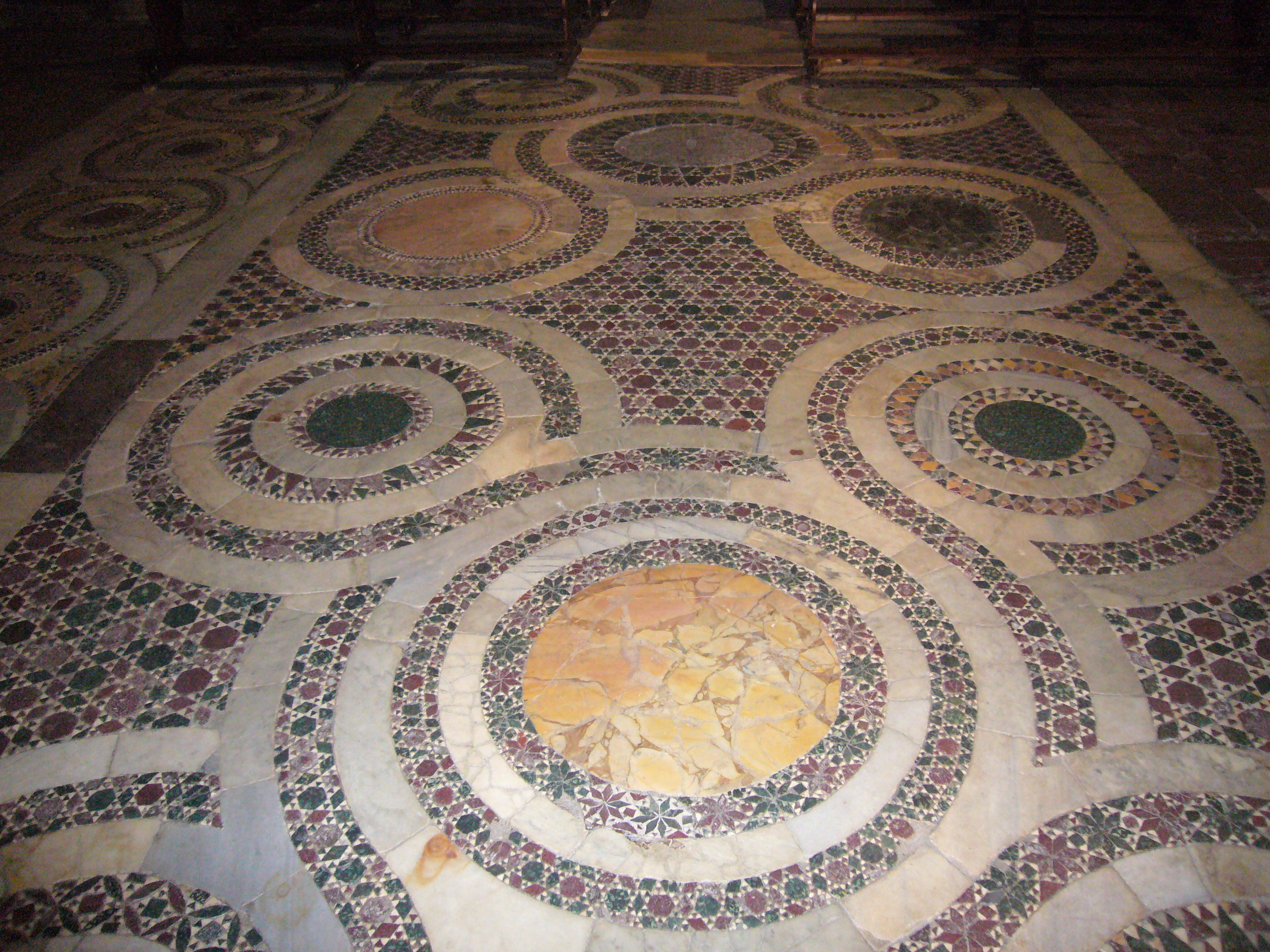
Pavement de San Benedetto in Piscinula,
Magister Paulus.

Cette famille fut la plus remarquable durant la période 1120-1200 environ. Elle précède donc d'un siècle la famille de Lorenzo di Tebaldo - les Cosmati à proprement parler.
- Magister Paulus (Maître Paul, actif de 1084 à 1120) et ses quatre fils :
  - Giovanni
  - Angelo
  - Sasso (ou Sassone)
  - Pietro
    - Nicola d'Angelo (fils d'Angelo) - actif dans la seconde moitié du XIIe siècle.

### L'atelier des Ranuccio ou Rainerius (1143-1209)
- Nicola
  - Giovanni
  - Guittone 
    - et Giovanni fils de Guittone

### L'atelier de Lorenzo di Tebaldo (les "Cosmati I") (1162-1255)
C'est la plus célèbre famille associée au terme Cosmati : 
- Tebaldo[2]
  - Lorenzo di Tebaldo (actif entre 1162 et 1190)
  - Jacopo di Lorenzo (actif entre 1180 et 1220[3])
    - Cosma di Iacopo (actif entre 1210 et 1231)
      - Luca di Cosma (actif entre 1234 et 1255)
      - Jacopo alter ou di Cosma ou Jacopo II (actif en 1231)

### L'atelier des Vassalletto (1200-1260)
Famille active de 1200 à 1260 environ :
- Pietro Vassalletto 
  - Vassalletto II, fils de Pietro

### L'atelier de Drudo de Trivio (1remoitiéduXIIIesiècle)
- Drudo de Trivio
  - son fils Angelo

### L'atelier des Mellini ("Cosmati II") (1264-1332)

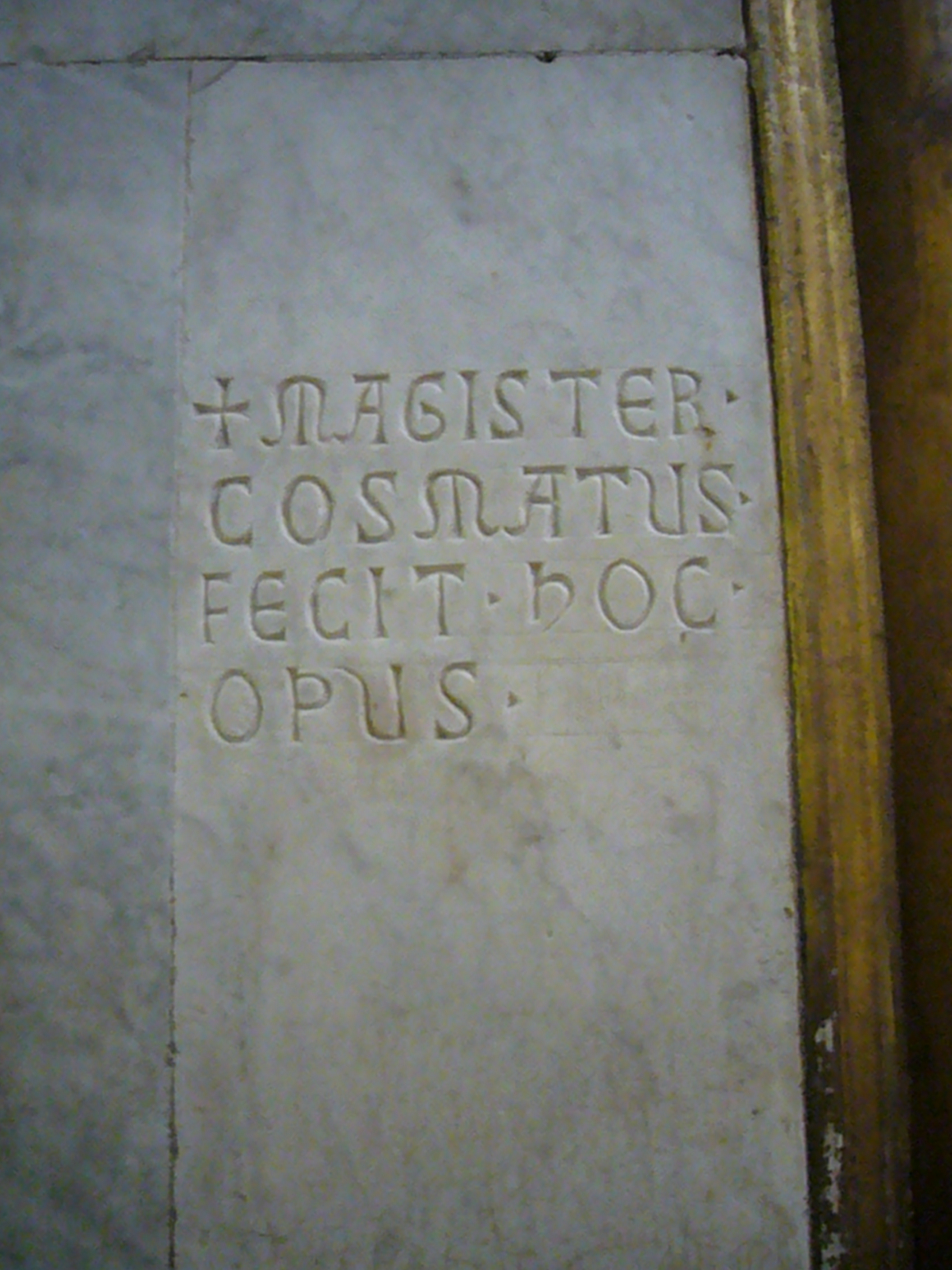
Sancta Sanctorum : la signature de
Cosma di Pietro Mellini (1279).

Cet atelier familial, sur trois générations, fondé par Cosma di Pietro Mellini, a longtemps été confondu avec celui de Cosma di Iacopo di Lorenzo. Il comprend principalement les membres suivants : 
- Cosma di Pietro Mellini (documenté entre 1264 et 1292[5]) et ses 4 fils :
  - Iacopo (documenté en 1293[6])
  - Pietro (documenté en 1292 et en 1297[7])
  - Deodato (documenté en 1290 et en  1332[8])
  - Giovanni (documenté en 1293 et 1299[9])
    - et enfin Lucantonio, le fils de Giovanni (documenté en 1293[10]).

### Autres artistes
- Pietro Oderisi (actif vers 1250)
- Pietro di Maria (actif de 1229 à 1233)

## Œuvres des Cosmati
On peut admirer les œuvres des Cosmati dans les lieux suivants :

### Anagni
- Cathédrale Santa Maria d'Anagni

### Ferentino
- Cathédrale de Ferentino

### Rome
- Basilique Saint-Clément-du-Latran
- Basilique Saint-Laurent-hors-les-Murs
- Basilique Saint-Paul-hors-les-Murs
- Basilique San Crisogono
- Basilique Sainte-Croix-de-Jérusalem
- Basilique dei Santi Quattro Coronati
- Basilique Santa Maria in Aracoeli
- Basilique Sainte-Marie-Majeure
- Église San Benedetto in Piscinula
- Église Santa Maria in Cosmedin
- Sancta sanctorum

### Sutri
- Cathédrale de l'Assomption (pavement)

### Tivoli
- Église Santa Maria Maggiore
- San Pietro alla Carità

## Sources
Les principales sources de cet article sont les articles du Dizionario Biografico degli Italiani ([Bassan 1994], [Fachechi 2009]) et les informations disponibles sur le site www.cosmati.it.